# Asclepias meadii
Asclepias meadii är en oleanderväxtart som beskrevs av John Torrey och Asa Gray. Asclepias meadii ingår i släktet sidenörter, och familjen oleanderväxter. Inga underarter finns listade i Catalogue of Life.